# 苏维埃俄罗斯武装力量
苏维埃俄罗斯武装力量（俄语：Вооружённые силы Советской России）是1918年—1923年俄罗斯社会主义联邦苏维埃共和国（苏俄）的武装力量。它由军事管理机构、工农红军和工农红色舰队组成。1922年苏联成立后，改组为苏联武装力量。